# Richard Roffhack
Richard Kurt Felix Roffhack (* 19. September 1872 in Saargemünd; † 13. Dezember 1938 in Bremen) war ein deutscher Verwaltungsjurist und Manager.

## Leben
Richard Roffhack studierte Rechtswissenschaften. In Tübingen wurde er 1893 Mitglied des Corps Suevia. Nach Abschluss des Studiums trat er in den höheren Justizdienst ein, wo er zuletzt als Assessor in Berlin tätig war. 1903 ging er als Regierungsrat und Senatssyndikus nach Bremen. Dort wurde er 1918 Vorstandsvorsitzender der Bremer Straßenbahn AG. Die Position hatte er bis zu seinem Tode inne. Weiterhin war er Mitglied des Aufsichtsrates der Norddeutschen Waggonfabrik AG in Bremen sowie der Werbezentrale Lloyd-Berlin-Bremen AG.